# Quần đảo Faroe
Quần đảo Faroe hay Quần đảo Faeroe (tiếng Faroe: Føroyar phát âm tiếng Faroe: [ˈfœɹjaɹ]; tiếng Đan Mạch: Færøerne, phát âm [ˈfæɐ̯øːˀɐnə]) là một nhóm đảo nằm trong vùng biển Na Uy, phía Bắc Đại Tây Dương, ở giữa Iceland, Na Uy và Scotland.
Quần đảo Faroe là lãnh thổ được chính thức tách ra từ Na Uy từ 1814, sau Hòa ước Kiel ký ngày 14 tháng 1 năm 1814 và trực thuộc Đan Mạch. Quần đảo Faroe có 2 đại biểu trong đoàn đại biểu Đan Mạch tại Hội đồng Bắc Âu (Nordisk Råd).
Theo Luật về chế độ tự trị của quần đảo Faroe của Đan Mạch ngày 31 tháng 3 năm 1948 thì quần đảo này là một lãnh thổ tự trị của Vương quốc Đan Mạch từ năm 1948 và là một thành viên của Cộng đồng vương quốc Đan Mạch (Rigsfællesskab). Theo luật kể trên thì Quần đảo Faroe được tự chủ về mọi lĩnh vực, ngoại trừ hai lĩnh vực quốc phòng và đối ngoại.
Về văn hóa, người Faroe có mối quan hệ thân thiết với Iceland, Shetland, Orkney, vùng đất Hebrides xa xôi và Greenland.

## Lịch sử
Từ khoảng năm 625, các tu sĩ Công giáo người Ireland đã tới quần đảo này. Họ mang theo cừu đến nuôi trên các cánh đồng cỏ và họ sống như các người ẩn cư. Có lẽ cũng chính họ đã đặt tên cho quần đảo.
Dường như các tu sĩ này đã dời tới Iceland trước khi các người Viking Na Uy từ quần đảo Orkney, Quần đảo Shetland và Scotland tới định cư vào khoảng cuối thế kỷ thứ 9. Từ năm 1035 tới 1814, trên danh nghĩa Quần đảo Faroe là thuộc địa của Vương quốc Na Uy. Trên thực tế thì từ sau khi ký kết Liên minh Kalmar (năm 1397) thì Đan Mạch đã dần dần thay thế Na Uy, nắm quyền kiểm soát quần đảo này.
Theo Hòa ước Kiel ký ngày 14 tháng 1 năm 1814, Đan Mạch phải nhường quyền cai trị Na Uy cho Vương quốc Thụy Điển, nhưng vẫn giữ các thuộc địa Iceland, đảo Greenland và Quần đảo Faroe, mặc dù vua Carl XVI Gustaf của Thụy Điển phản đối.
Năm 1816, chính phủ Đan Mạch bãi bỏ nghị viện (Løgting) và chức Lagmand (thủ tướng) của quần đảo này, đồng thời sáp nhập Faroe thành một amt (tương đương tỉnh hạt) của Đan Mạch.
Sau cuộc họp toàn dân nhằm thức tỉnh tình tự dân tộc vào chiều ngày lễ Giáng sinh năm 1888, người Faroe đã muốn đòi độc lập. Tới năm 1906, họ thành lập đảng Sjálvstýrisflokkurin (Đảng Độc lập) để làm đối trọng với đảng thân Đan Mạch Sambandsflokkurin (Đảng Hợp tác) là đảng muốn duy trì tình trạng đất nước hiện hành. Điểm xung khắc giữa hai đảng là việc dùng tiếng Faroe để dạy học trong các trường. Theo yêu cầu của đảng Sambandsflokkurin, chính phủ Đan Mạch đưa ra điều luật số 7 năm 1912, quyết định tiếng Đan Mạch được dùng để dạy học. Điều luật này mãi tới năm 1938 mới bị bãi bỏ.
Trong thời Chiến tranh thế giới thứ hai, Faroe bị nước Anh chiếm đóng, trong khi Đan Mạch bị nước Đức quốc xã chiếm.
Sau chiến tranh, người Faroe không muốn tiếp tục là một amt của Đan Mạch và đã cử một phái đoàn tới Đan Mạch đàm phán. Hai bên không nhất trí được với nhau nên đồng ý tổ chức một cuộc trưng cầu ý dân vào năm 1946. Kết quả là đa số đồng ý độc lập, nhưng vua Đan Mạch đã dùng quyền phủ quyết để bác bỏ.
Sau nhiều cuộc thương lượng mới, tới năm 1948 Quốc hội Đan Mạch đã biểu quyết Luật tự trị cho Quần đảo Faroe. Từ năm này, Faroe từng bước được tự trị, ngoại trừ 2 lãnh vực quốc phòng và đối ngoại. Tới ngày 29 tháng 3 năm 2005, với tuyên bố chung tại Fámjin (Faroe) thì Faroe sẽ được tăng quyền về quốc phòng và đối ngoại.

## Địa lý

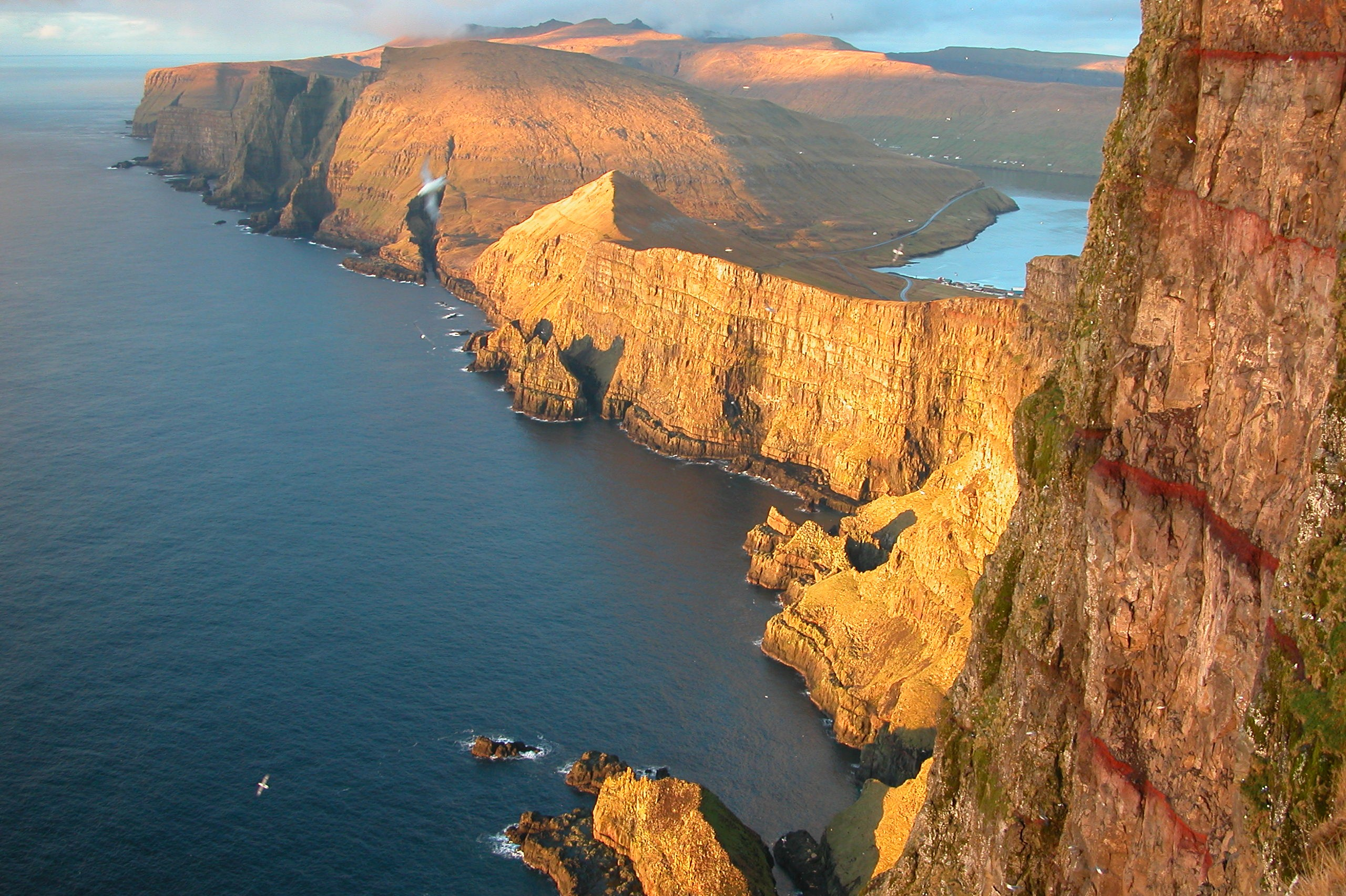
Beinisvørð, Bờ biển phía Tây Suðuroy - Quần đảo Faroe

Quần đảo Faroe nằm ở phía bắc Đại Tây Dương, tại vị trí 62 độ vĩ bắc và 7 độ kinh tây, gồm có 18 đảo và 11 đảo hoang nhỏ, nguyên là các đảo núi lửa đã ngưng hoạt động từ khoảng 60 triệu năm trước. Từ mũi Enniberg cực bắc tới Sumbiarsteinur cực nam, dài 118 km. Tổng chiều dài bờ biển của quần đảo là 1.117 km. Đặc biệt bờ biển phía tây có các núi đá cao, vách thẳng đứng về phía biển. Độ cao trung bình của các núi đá là 300 m so với mặt nước biển, núi cao nhất là Slættaratindur, cao 882 m.
Hiện nay - ngoại trừ đảo Lítla Dímun - 17 đảo còn lại đều có người cư ngụ.
Khoảng cách từ quần đảo Faroe tới đảo hoang Sula Sgeir của Scotland là 240 km, tới quần đảo Shetland là 280 km, tới Scotland là 310 km, tới Iceland là 450 km, tới Na Uy là 675 km và tới Ireland là 678 km.

## Chính trị
Trước kia, Quần đảo Faroe là thuộc địa của Vương quốc Na Uy rồi Vương quốc Đan Mạch. Từ năm 1948, Faroe được tự trị (ngoại trừ lĩnh vực quốc phòng và đối ngoại). Hiện nay, Faroe có một nghị viện (Løgting) và một chính phủ tự trị. Đan Mạch chỉ cử một viên chức đại diện tại quần đảo (gọi là rigsombudsmand) (từ năm 2007 là Søren Christensen), viên chức này tham dự các cuộc họp quan trọng của nghị viện, nhưng không có quyền biểu quyết.
Cùng với nghị viện của Đảo Man (gọi là Tynwald) và nghị viện của Iceland (gọi là Alting), nghị viện của quần đảo Faroe là một trong ba nghị viện lâu đời nhất thế giới, chúng đã tồn tại từ một thiên niên kỷ.
Nghị viện của Faroe gồm tối thiểu là 27 và tối đa là 32 nghị viên, được bầu với nhiệm kỳ 4 năm theo thể thức phổ thông đầu phiếu.
Ngoài ra, Faroe cũng được bầu 2 đại biểu vào Quốc hội Đan Mạch (Folketinget) và 2 đại biểu trong đoàn đại biểu Đan Mạch tại Hội đồng Bắc Âu (Nordisk Råd).
Về quản lý hành chính, Faroe được chia thành 6 sýsla (tương đương quận hạt hoặc tổng) và 36 kommune (tương đương thị xã hoặc xã nông thôn).

## Dân số
Theo một số sử gia, thì dường như các cư dân đầu tiên trên quần đảo này là các tu sĩ Công giáo người Ireland. Sau đó - từ khoảng cuối thế kỷ thứ 9 - các người Viking Na Uy từ các thuộc địa của họ đã tới định cư dần dần hầu khắp các đảo, lên tới khoảng 4.000 người.
Khoảng năm 1349-1350, dân số sụt giảm một nửa, do bệnh dịch Đen (dịch hạch xoài, lan tràn khắp châu Âu từ 1347-1350, giết hại nhiều triệu người). Sau đó các di dân từ Quần đảo Shetland, Quần đảo Orkney và Na Uy tới tiếp, làm dân số tăng lên ổn định ở mức 5.000 người.
Sau khi áp dụng việc đánh bắt cá ngoài khơi thì cư dân không còn phụ thuộc vào nghề nông và nghề đánh cá cận duyên, hơn nữa tình trạng sức khỏe cũng được cải thiện nhiều, nên từ cuối thế kỷ 18 tới nay, dân số đã tăng lên gấp 10 lần, xấp xỉ 50.000 người.
Cuối thập niên 1980, Faroe bị một cuộc khủng hoảng kinh tế trầm trọng, gây ra nạn thất nghiệp, do đó có khoảng 10% dân số đã di cư ra các nước khác, phần lớn tới Đan Mạch. Tới năm 1995, Faroe đã vượt qua cơn khủng hoảng này và nhiều người di cư đã quay về.
Tính tới ngày 1 tháng 1 năm 2006, Faroe có 48.219 cư dân, trong đó khoảng 17.000 người cư ngụ tại thủ phủ Tórshavn.
Phần lớn cư dân là người có nguồn gốc Bắc Âu và Celt. Việc nghiên cứu DNA mới nhất cho thấy là các gien nam giới 87% gốc Scandinavia, gien nữ giới 84% là Celt (Ireland và Scotland). Cũng có một số ngoại kiều thuộc 77 quốc tịch khác nhau sinh sống tại đây, trong đó nhóm người Iceland là đông nhất, sau đó là các người Na Uy và Ba Lan, mỗi nước khoảng 0,2%.
Đa số dân cư sống ở vùng bờ biển phía đông, bên các vịnh và các vịnh hẹp, ngoại trừ tại Fámjin và Sumba ở phía tây, do được các đảo nhỏ che chở.
Theo số liệu không chính thức thì có khoảng 15.000 - 20.000 người Faroe cư ngụ tại Đan Mạch và khoảng 5.000 người sống tại Iceland.
| Năm  | Dân số       | Năm  | Dân số        | Năm  | Dân số |
| 1327 | khoảng 4.000 | 1880 | 11.220        | 1995 | 43.358 |
| 1350 | khoảng 2.000 | 1900 | 15.230        | 1996 | 43.784 |
| 1769 | 4.773        | 1911 | khoảng 18.800 | 1997 | 44.262 |
| 1801 | 5.255        | 1925 | 22.835        | 1998 | 44.817 |
| 1834 | 6.928        | 1950 | 31.781        | 1999 | 45.409 |
| 1840 | 7.314        | 1970 | khoảng 38.000 | 2000 | 46.196 |
| 1845 | 7.782        | 1975 | 40.441        | 2001 | 46.996 |
| 1850 | 8.137        | 1985 | 45.749        | 2002 | 47.704 |
| 1855 | 8.651        | 1989 | 47.787        | 2003 | 48.214 |

## Kinh tế
Nghề đánh bắt cá là nghề chính của cư dân trên quần đảo từ giữa thế kỷ 19. Trước đó 68% dân số làm nghề nông. Ngoài việc đánh bắt cá, người Faroe cũng săn giết các cá voi đầu tròn có răng, hải cẩu và chim.
Ngày nay Faroe có nghề đánh cá hiện đại với một đội tàu lớn đánh bắt cá bằng lưới rê, các tàu đánh cá cận duyên, các xưởng chế biến cá. Một số dân làm dịch vụ, chế biến hàng thực phẩm v.v.
Faroe cũng có một nhà máy lớn chế biến sữa và các sản phẩm từ sữa, 2 nhà máy sản xuất rượu bia, một nhà máy sản xuất nước đá.
Năm 2006, tỷ lệ người thất nghiệp là 3%, một trong các tỷ lệ thấp nhất châu Âu.

## Văn hóa
Quốc khánh của Faroe gọi là ngày Ólavsøka gồm 2 ngày 28 và 29 tháng 7 (ngày Thánh Olav, vua Na Uy, chết 29 tháng 7 năm 1030). (Ólavsøka là tiếng Faroe thay cho tiếng Latin Vigilia sancti Olavi và có nghĩa "Đêm canh thức trước lễ thánh Olav"). Trong ngày này, nghị viện đã tồn tại hàng ngàn năm bắt đầu khai mạc khóa họp hàng năm theo đúng truyền thống. Toàn thể nghị viên, thành viên trong nội các tự trị, giám mục và mọi mục sư cùng các viên chức cấp cao tham dự một cuộc rước long trọng từ trụ sở nghị viện tới nhà thờ chính tòa Tórshavn để dự lễ Thánh Olav, sau đó trở lại nghị viện và chủ tịch nghị viện đọc diễn văn khai mạc khóa họp. Dân chúng từ khắp các đảo đều kéo về thủ đô Tórshavn tham dự lễ hội này. Sự kiện này cũng phản ánh quan hệ từ xưa giữa nghị viện và giáo hội.
Trong ngày 28 tháng 7 có cuộc đua thuyền của người Faroe tại thủ phủ Tórshavn. Đây là cuộc đua thuyền cuối cùng và lớn nhất trong năm để tranh chức vô địch. Trong dịp này cũng có một cuộc triển lãm lớn tại Nhà văn hóa Bắc Âu của Faroe và một cuộc hòa nhạc lớn.
Người Faroe có điệu múa dân tộc theo dây chuyền và các bài dân ca lâu đời.
Ngôi làng kỳ cựu Kirkjubøur ở cực nam của đảo Streymoy đã được cơ quan UNESCO liệt vào danh sách di sản văn hóa thế giới. Trong suốt thời trung cổ, làng này là nơi có trụ sở của giáo phận công giáo từ thế kỷ 11, do đó là trung tâm tinh thần và văn hóa của quần đảo. Hiện nay còn ngôi nhà thờ cổ mang tên Thánh Olav (từ thế kỷ 12) và di tích nhà thờ chính tòa Thánh Magnus (từ thế kỷ 14). Từ năm 1557, sau khi cải sang đạo Tin Lành thì khu trụ sở giáo phận Công giáo cũ biến thành khu nông trại nhà vua (roystovan), nơi gia tộc nông dân Patursson vẫn còn sinh sống tới ngày nay trải qua 17 thế hệ. Nông trại này lớn nhất và gia tộc Patursson cũng nổi tiếng nhất Faroe. Nhiều nhân vật chính trị, văn hóa của Faroe đã xuất thân từ gia tộc này.

## Ngôn ngữ
Ngôn ngữ chính thức là tiếng Faroe, có nguốn gốc từ nhóm ngôn ngữ Bắc German cổ, cùng nhóm ngôn ngữ với tiếng Na Uy và tiếng Iceland. Tiếng Đan Mạch là ngôn ngữ chính thức thứ hai, được dạy trong các trường từ lớp 3 trở lên. Tuy nhiên tiếng Đan Mạch được người Faroe nói với giọng địa phương gọi là Gøtudanskt, na ná như tiếng Na Uy. Từ lớp 2 trở lên thì học sinh được học tiếng Anh như một ngoại ngữ.

## Tôn giáo
Từ khoảng năm 625, dường như các tu sĩ Công giáo người Ireland là những cư dân đầu tiên trên quần đảo. Các huyền thoại nói rằng họ bị các cư dân phương bắc theo tà giáo đuổi đi. Tới năm 999, các cư dân này lại ít nhiều tự nguyện theo đạo Công giáo do tù trưởng Viking Na Uy Sigmundur Brestisson truyền giáo. Cho tới thời Cải cách theo đạo Tin Lành (1540), Faroe trực thuộc tổng giáo phận Trondheim (Na Uy).
Ngày nay hầu như mọi cư dân Faroe đều theo Kitô giáo. 84% theo giáo hội Tin Lành Luther (quốc giáo), khoảng 7% thuộc giáo phái Moravia, 5% thuộc các giáo phái Kitô khác như hội truyền giáo Thánh Linh và Cơ đốc Phục lâm (Adventist), giáo phái này cũng mở một trường tu thục lớn ở Tórshavn. Giáo họ Công giáo tại Tórshavn có 70 người, họ cũng mở một nhà trẻ mẫu giáo lớn, do các nữ tu dòng thánh Phanxicô điều hành. Cũng có một nhóm nhỏ theo đạo Bahai.
Kinh thánh Kitô giáo được Victor Danielsen thuộc giáo phái Moravia dịch sang tiếng Faroe vào năm 1948, đến năm 1961 thì Jákup Dahl và Kristian Osvald Viderø thuộc giáo hội Tin Lành (quốc giáo) cũng dịch lại.
Vào ngày quốc khánh Olavsøka 29 tháng 7 năm 2007, chính phủ tự trị đã lãnh trách nhiệm quản lý giáo hội quốc giáo, được tách ra từ giáo hội quốc giáo Đan Mạch.
Thái độ của các Kitô hữu bảo thủ đóng vai trò quan trọng trong đời sống chính trị. Faroe cho phụ nữ quyền tự do phá thai và các người đồng tính luyến ái cũng được tự do kết hôn.

## Hệ động vật
Do vị trí cô lập, Quần đảo Faroe không có nhiều loại động vật thông thường, vd. cóc nhái, cá nước ngọt, nhiều loại côn trùng như muỗi, ong v.v. Loài côn trùng thông thường là bướm đêm Hepialus humuli. Loài nhiều nhất là hải cẩu xám (tên khoa học: Halicboerus grypus), chúng đẻ con khắp các hang động. Loài chim gồm chủ yếu là các chim ấp trứng và các chim biển. Chim biểu tượng của Faroe là chim Tjaldur (chim ác là bãi biển, tên khoa học: Haematopus ostralegus). Động vật biểu tượng là cừu.
Các cá voi đầu tròn (Globicephala melas) xuất hiện từng đàn gần bờ và bơi vào các vịnh. Các cư dân thường giết chúng dùng làm thực phẩm.
Loại ốc Polycera faeroensis là một trong số rất ít động vật mang tên của quần đảo.
Các động vật thông thường hiện nay là do các cư dân mang tới từ thế kỷ thứ 7. Các chuột nhắt, chuột cống theo các tàu biển tới từ thế kỷ 16. Thỏ trắng miền núi (Lepus timidus) được đưa từ Na Uy tới trong thế kỷ 19. Ong vò vẽ là loài mới nhất, dường như theo các tàu tới khoảng năm 1998. Động vật khách thông thường vào mùa thu là bọ cánh da (Dermaptera).

## Hệ thực vật

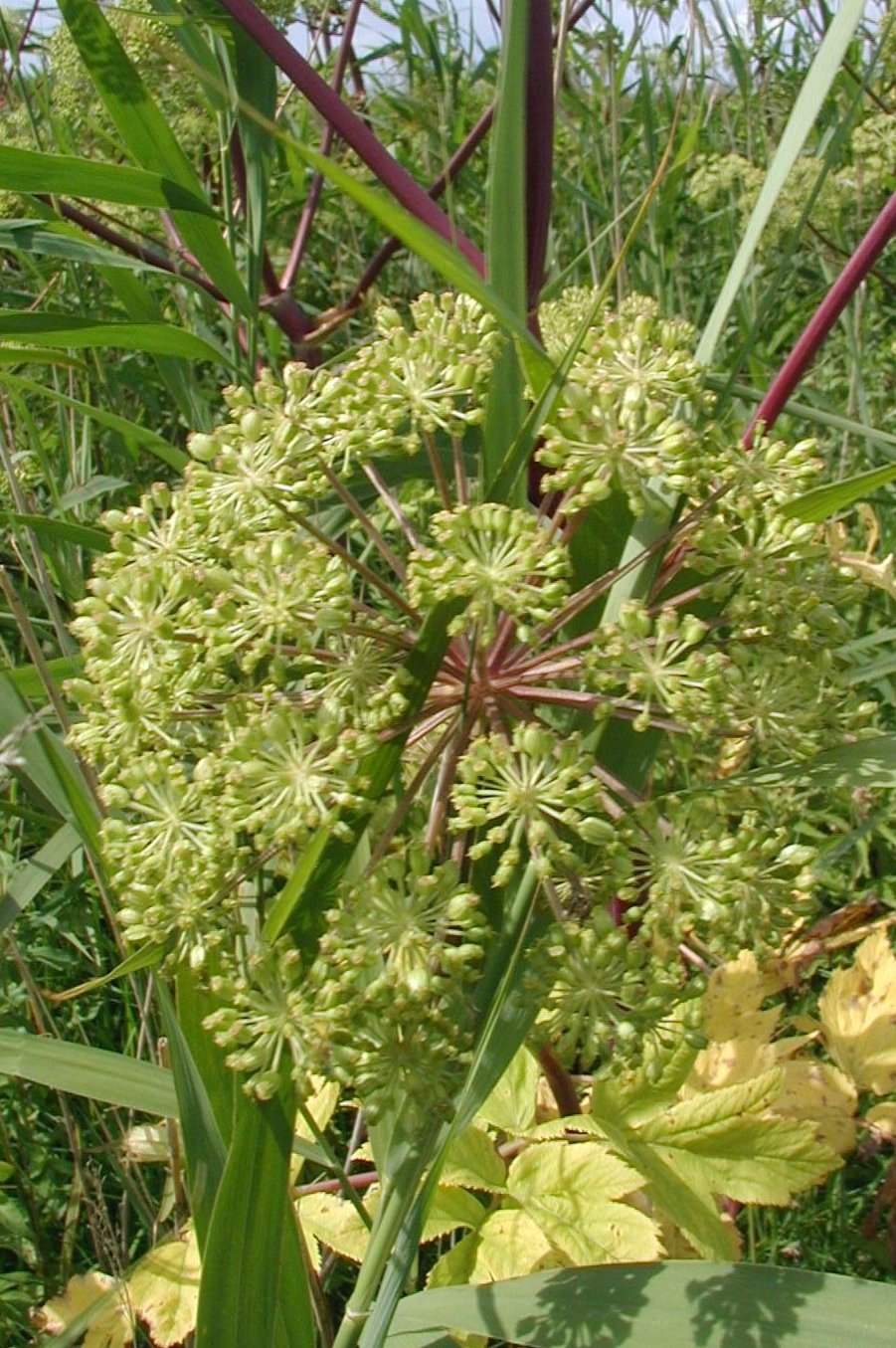
Cây Bạch chỉ là 1 cây tiêu biểu ở mọi nơi cư ngụ của người viking.

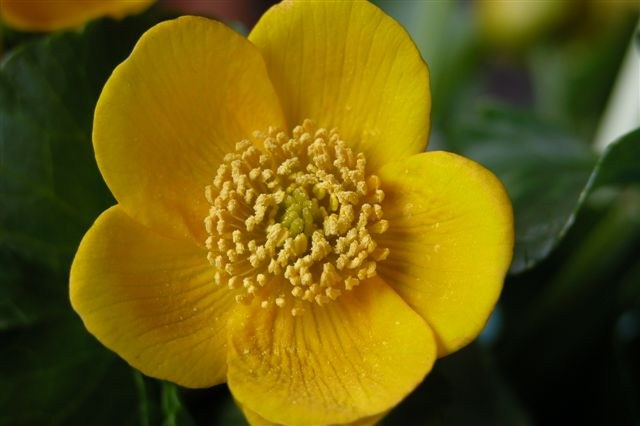
Hoa vị kim đất ẩm (Caltha palustris, tếng Faroe: Sólja) là cây hoa biểu tượng của người Faroe

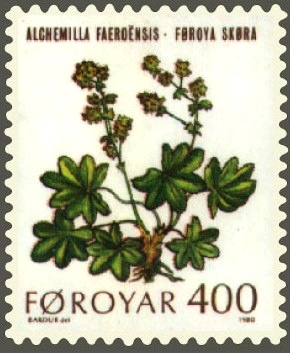
Cây Xuyên thạch (Alchemilla faeroënsis) trên 1 tem của Faroe từ năm 1980

Vào thời quần đảo mới hình thành, khi các núi lửa ngưng hoạt động cách nay khoảng 60 triệu năm thì khí hậu thời đó có thể so sánh với khí hậu cận nhiệt đới. Người ta đã tìm thấy vết tích các cây bạch quả (Ginkgo biloba) và Metasequoia occidentalis (một loại cây tùng) đã hóa thạch. Thời băng hà muộn kết thúc tại đây khoảng 12.000 năm trước, khí hậu thời này là khí hậu Bắc cực, do đó thực vật ở đây cũng giống như ở đảo Greenland bây giờ. Thời đó có cây bu-lô lùn (Betula nana). Dần dần khí hậu thay đổi, cây bu-lô lùn biến mất, trong khi cây bách xù (Juniperus communis) mọc tràn lan. Ngay trước khi di dân Viking tới thì khí hậu ẩm ướt hơn và xuất hiện các rừng cây thấp với các cây họ thảo lớn, như cây cói, cây cỏ chét (Potentilla), cỏ ban (Hypericum), cây tai hùm (Saxifraga), mã đề bãi biển (Plantago maritima), mao lương (Ranunculus), cây mỏ hạc (Geranium). Sau thời định cư là các loại cỏ, cây chút chít (Rumex), cây hoa vị kim (Caltha), cây họ cẩm chướng (Caryophyllaceae), các cây họ cải (Brassicaceae), các cây họ hoa môi (Lamiaceae), cây tầm ma (Urtica), cây bạch chỉ (Angelica archangelica), các loại ngũ cốc, các cây dại, cây cỏ non bộ (Sagina procumbens), cây hoa vị kim đất thấp (Caltha palustris), cây tràng sao (Stella media), cây rau muối (Chenopodium album), cây hoa tím (Viola riviniana), cây khuy vàng (Ranunculus repens), cây cải xoong rừng (Cardamine flexuosa), cây mã đề (Plantago), cây lanh dại (Linumcatharticum), cây Montia fontana, cây Lychnis flos-cuculi, cây Galeopsis speciosa v.v.
Ngày nay người ta đã đưa vào trồng khoảng 400 loại cây có mạch (Tracheobionta), khoảng 400 loại rêu (Bryophyta), khoảng 250 loại địa y (Lichen) và các loại cây lá kim.
Các cây lớn chủ yếu là cây thích trắng (Acer pseudoplatanus), cây tần bì (Fraxinus), cây họ thông (Pinus), cây họ liễu (Salix).
Hoa biểu tượng của Faroe là hoa vị kim đất ẩm (Caltha palustris), tiếng Faroe là Sólja.